# 1617
1617 је била проста година.

## Смрти

### Јануар
- Википедија:Непознат датум — Свети новомученик Николај - хришћански светитељ.
- Википедија:Непознат датум — Ахмед I - турски султан